# Scopula dimorphata
Scopula dimorphata är en fjärilsart som beskrevs av Pieter Cornelius Tobias Snellen 1881. Scopula dimorphata ingår i släktet Scopula och familjen mätare. Inga underarter finns listade.